# Trevon Duval
Trevon Tyler Duval (Hockessin, 3 agosto 1998) è un cestista statunitense, professionista nella NBA.

## Palmarès
- McDonald's All-American (2017)